# Presses universitaires de France
Presses universitaires de France, abbreviata con la sigla PUF, è una casa editrice francese di testi universitari fondata nel 1921 da un collegio di accademici. Negli anni trenta, sotto l'impulso di Paul Angoulvent, si sono fuse con tre editori: Félix Alcan (associato a suo nipote René Lisbonne) specializzata soprattutto in filosofia), Leroux (editore specializzato in storia) e Rieder (letteratura in generale). 
Paul Angoulvent esercitò la presidenza della nuova casa editrice da allora fino al 1968, quando gli successe suo figlio Pierre, che esercitò la stessa funzione fino al 1994.
Le PUF hanno conosciuto una ristrutturazione aziendale molto importante nel 2000, che ha visto l'abbandono della sua tradizionale libreria in Place de la Sorbonne, e, in particolare, l'apertura all'apporto di capitali di società private: 55,5% per la società di diritto privato Libris composta dai principali direttori di collezioni, riviste e dizionari; 16,4% per la GMF - Garantie mutuelle des fonctionnaires; 15,1% per il gruppo Flammarion; 8,1 % per il gruppo assicurativo MAAF - Mutuelle d'assurance des artisans de France; 4,5 % per la Fondazione Martin Bodmer; 0,4% per gli ex cooperatori viventi o scomparsi.
La collana «Que sais-je ?» è stata a lungo uno dei fiori all'occhiello di questo editore. Fondata nel 1941 da Paul Angoulvent, il suo intento era di trattare un vastissimo numero di soggetti con libri di semplice formato, tascabili di 128 pagine interamente in bianco e nero, e a un prezzo ridotto. La collana incontrò un successo immenso essendo arrivata, oggi, a circa 1.300 titoli disponibili, 160 milioni di esemplari e traduzioni in quaranta lingue.

## Collane
- «Que sais-je ?»
- Bibliothèque de philosophie contemporaine
- Épiméthée
- Nouvelle Clio

## Riviste

### Diritto / scienze politiche / relazioni internazionali
- 2050
- Droits, Revue française de théorie, de philosophie et de cultures juridiques
- Géopolitique
- La Revue administrative
- Revue française de droit constitutionnel

### Economia / finanza / fiscalità
- Sociétal

### Estetica
- Nouvelle revue d'esthétique

### Storia / geografia / Arte
- L'Année épigraphique
- Guerres mondiales et conflits contemporains
- Relations internationales
- Revue archéologique
- Revue d'assyriologie et d'archéologie orientale
- Revue historique

### Lettere / linguistica
- L'Année balzacienne
- La Linguistique
- Revue d'histoire littéraire de la France
- XVIIe siècle

### Filosofia
- Actes de savoirs
- Actuel Marx
- Cités
- Diogène
- Les Études philosophiques
- Nouvelle revue d'esthétique
- Pratiques théoriques
- Revue de métaphysique et de morale
- Revue philosophique de la France et de l'étranger
- Rue Descartes (organo del Collège international de philosophie)

### Psicologia / psicanalisi
- Enfance
- La Psychiatrie de l'enfant
- Revue française de psychanalyse
- Revue française de psychosomatique
- Le Travail humain

### Sociologia / etnologia / demografia / scienze dell'educazione
- L'Année sociologique
- Cahiers internationaux de sociologie
- Ethnologie française
- Sociologies pratiques